# Premier League de Escocia 2002-03
La temporada 2002-03 fue la 106.ª edición del Campeonato escocés de fútbol y la 5.ª edición como Premier League de Escocia, la división más importante del fútbol escocés. La competencia comenzó el 2 de agosto de 2002 y concluyó con la conquista del Glasgow Rangers de su 50.º título de liga.
El Motherwell FC último clasificado mantuvo la categoría debido a que el Falkirk FC que terminó en primer lugar en la Primera División y en teoría debía ascender a la Premier League no cumplía con los criterios económicos y deportivos exigidos por la Liga de Escocia para disputar la máxima categoría.

## Tabla de posiciones
| Pos | Equipo               | PJ | PG | PE | PP | GF  | GC | GA  | Pts |
| --- | -------------------- | -- | -- | -- | -- | --- | -- | --- | --- |
| 1.  | Rangers              | 38 | 31 | 4  | 3  | 101 | 28 | 73  | 97  |
| 2.  | Celtic Glasgow       | 38 | 31 | 4  | 3  | 98  | 26 | 72  | 97  |
| 3.  | Heart of Midlothian  | 38 | 18 | 9  | 11 | 57  | 51 | 6   | 63  |
| 4.  | Kilmarnock           | 38 | 16 | 9  | 13 | 47  | 56 | -9  | 57  |
| 5.  | Dunfermline Athletic | 38 | 13 | 7  | 18 | 54  | 71 | -17 | 46  |
| 6.  | Dundee FC            | 38 | 10 | 14 | 14 | 50  | 60 | -10 | 44  |
|     |                      |    |    |    |    |     |    |     |     |
| 7.  | Hibernian            | 38 | 15 | 6  | 17 | 56  | 64 | -8  | 51  |
| 8.  | Aberdeen             | 38 | 13 | 10 | 15 | 41  | 54 | -13 | 49  |
| 9.  | Livingston           | 38 | 9  | 8  | 21 | 48  | 62 | -14 | 35  |
| 10. | Partick Thistle (A)  | 38 | 8  | 11 | 19 | 37  | 58 | -21 | 35  |
| 11. | Dundee United        | 38 | 7  | 11 | 20 | 35  | 68 | -33 | 32  |
| 12. | Motherwell           | 38 | 7  | 7  | 24 | 45  | 71 | -26 | 28  |

 PJ = Partidos jugados; PG = Partidos ganados; PE = Partidos empatados; PP = Partidos perdidos;
GF = Goles anotados; GC = Goles recibidos; DG = Diferencia de gol; PTS = Puntos
- (A) : Ascendido la temporada anterior.

|  | Campeón y clasificado a Liga de Campeones de la UEFA 2003-04. |
|  | Clasificado a Liga de Campeones de la UEFA 2003-04.           |
|  | Clasificado a Copa de la UEFA 2003-04.                        |
|  | Desciende a Primera División de Escocia.                      |

## Máximos Goleadores
| Jugador         | Club                 | Goles |
| --------------- | -------------------- | ----- |
| Henrik Larsson  | Celtic               | 28    |
| Stevie Crawford | Dunfermline Athletic | 19    |
| John Hartson    | Celtic               | 18    |
| Ronald de Boer  | Rangers              | 16    |
| Alex Burns      | Partick Thistle      | 16    |
| Barry Ferguson  | Rangers              | 16    |
| Chris Sutton    | Celtic               | 15    |
| Shota Arveladze | Rangers              | 15    |
| Mark de Vries   | Heart of Midlothian  | 15    |
| Michael Mols    | Rangers              | 13    |
| James McFadden  | Motherwell           | 13    |

Source: SPL official website

## Primera División - First División
La Primera División 2002-03 fue ganada por el Falkirk FC, sin embargo no fue promovido a la Premier League ya que su estadio el Brockville Park no cumplía con los criterios para ser utilizado en la máxima categoría. Alloa Athletic y Arbroath FC fueron relegados a la Segunda División.
| Pos | Equipo             | PJ | PG | PE | PP | GF | GC | GA  | Pts |
| --- | ------------------ | -- | -- | -- | -- | -- | -- | --- | --- |
| 1.  | Falkirk            | 36 | 25 | 6  | 5  | 80 | 32 | 48  | 81  |
| 2.  | Clyde              | 36 | 21 | 9  | 6  | 66 | 37 | 29  | 72  |
| 3.  | St Johnstone       | 36 | 20 | 7  | 9  | 49 | 29 | 20  | 67  |
| 4.  | Inverness CT       | 36 | 20 | 5  | 11 | 74 | 45 | 29  | 65  |
| 5.  | Queen of the South | 36 | 12 | 12 | 12 | 45 | 48 | -3  | 48  |
| 6.  | Ayr United         | 36 | 12 | 9  | 15 | 34 | 44 | -10 | 45  |
| 7.  | Saint Mirren       | 36 | 9  | 10 | 17 | 42 | 71 | -29 | 37  |
| 8.  | Ross County        | 36 | 9  | 8  | 19 | 42 | 46 | -4  | 35  |
| 9.  | Alloa Athletic     | 36 | 9  | 8  | 19 | 39 | 72 | -33 | 35  |
| 10. | Arbroath           | 36 | 3  | 6  | 27 | 30 | 77 | -47 | 15  |